# The Eminem Show
The Eminem Show – czwarty album studyjny amerykańskiego rapera Eminema, wydany w roku 2002. Utwory „Business”, Say What You Say” i „My Dad’s Gone Crazy” wyprodukował Dr. Dre. Pozostałe wyprodukował sam Eminem.
W 2003 album został sklasyfikowany na 317. miejscu listy 500 albumów wszech czasów magazynu Rolling Stone.
W Polsce nagrania uzyskały status złotej płyty.

## Lista utworów
| Nr  | Tytuł utworu                          | Autor                                                                             | Producent                  | Długość |
| --- | ------------------------------------- | --------------------------------------------------------------------------------- | -------------------------- | ------- |
| 1.  | „Curtains Up (skit)”                  |                                                                                   | Eminem                     | 0:30    |
| 2.  | „White America”                       | Marshall Mathers, Jeff Bass, Luis Resto, Steve King                               | Eminem, Jeff Bass          | 5:24    |
| 3.  | „Business”                            | Mathers, Andre Young, Neff-U, Mike Elizondo                                       | Dr. Dre                    | 4:11    |
| 4.  | „Cleanin’ Out My Closet”              | Mathers, Bass                                                                     | Eminem, Jeff Bass          | 4:58    |
| 5.  | „Square Dance”                        | Mathers, Bass, Resto                                                              | Eminem, Jeff Bass          | 5:24    |
| 6.  | „The Kiss (skit)”                     | Mathers, Bass                                                                     | Eminem                     | 1:16    |
| 7.  | „Soldier”                             | Mathers, Resto                                                                    | Eminem                     | 3:46    |
| 8.  | „Say Goodbye Hollywood”               | Mathers, Elizondo, Resto                                                          | Eminem                     | 4:33    |
| 9.  | „Drips (gośc. Obie Trice)”            | Mathers, Obie Trice, Denaun Porter, Bass                                          | Eminem                     | 4:45    |
| 10. | „Without Me”                          | Mathers                                                                           | Eminem, Jeff Bass, DJ Head | 4:50    |
| 11. | „Paul Rosenberg (skit)”               |                                                                                   |                            | 0:23    |
| 12. | „Sing for the Moment”                 | Mathers, Bass, Resto, King, Steven Tyler                                          | Eminem, Jeff Bass          | 5:40    |
| 13. | „Superman (gośc. Dina Rae)”           | Mathers, Bass, King                                                               | Eminem, Jeff Bass          | 5:50    |
| 14. | „Hailie’s Song”                       | Mathers, Resto                                                                    | Eminem                     | 5:21    |
| 15. | „Steve Berman (skit)”                 |                                                                                   |                            | 0:33    |
| 16. | „When the Music Stops (z D12)”        | Mathers, Ondre Moore, Porter, Von Carlisle, DeShaun Holton, Rufus Johnson, Neff-U | Eminem, Denaun Porter      | 4:29    |
| 17. | „Say What You Say (gośc. Dr. Dre)”    | Mathers, Young, Neff-U, Elizondo                                                  | Dr. Dre                    | 5:09    |
| 18. | „'Till I Collapse (gośc. Nate Dogg)”  | Mathers, Nathaniel Hale, Resto                                                    | Eminem                     | 4:57    |
| 19. | „My Dad’s Gone Crazy (z Hailie Jade)” | Mathers, Young, Neff-U, Elizondo                                                  | Dr. Dre                    | 4:28    |
| 20. | „Curtains Close (skit)”               |                                                                                   |                            | 1:01    |
|     |                                       |                                                                                   |                            | 1:17:28 |